# Ганівка

Ганівка —  село в Україні, у Шептицькому районі Львівської області. Населення становить 47 осіб.
До 1990 року називалось Ганнівка.